# René Thirifays
René Thirifays (8 oktober 1920 - 17 oktober 1986) was een Belgische voetballer die speelde als aanvaller. Hij speelde in de Eerste klasse bij Sporting Charleroi en was in 1949 Belgisch topschutter. Thirifays speelde eveneens 13 wedstrijden voor de Rode Duivels.
Thirifays debuteerde in 1945 in het eerste elftal van Sporting Charleroi, dat op dat moment uitkwam in Tweede klasse. Hij was er een vaste waarde en werd met de ploeg kampioen in 1947. In het eerste seizoen in Eerste klasse slaagde hij erin om in de top drie te eindigen van de topschutterslijst. Het seizoen nadien werd Thirifays topschutter in de Eerste klasse met 26 doelpunten. Hij bleef er voetballen tot in 1954 en speelde in totaal 173 wedstrijden in Eerste klasse waarin hij 102 doelpunten scoorde en in totaal met tweede klasse en de noodscompetitie 337 wedstrijden en 266 doelpunten.
Thirifays speelde in totaal 13 interlands voor het Belgisch voetbalelftal tussen 1946 en 1949. Zijn eerste wedstrijd met de Rode Duivels speelde hij toen hij met Charleroi nog aantrad in Tweede klasse. In de 13 wedstrijden kon hij 1 doelpunt aantekenen.